# سة غرغان
سة غرغان (بالكردية: سێگرکان) هي إحدى القرى التابعة لـمرغور في ريف قسم سيلوانه من مقاطعة أرومية، في محافظة أذربیجان الغربیة الإيرانية.

## السكان
حسب إحصاءات سنة 2006، بلغ إجمالي السكان في سيغركان 615 نسمة وعدد المساكن 106 مسكن. لغة سكان سيغركان هي اللغة الكردية و هم من أهل السنة والجماعة والمذهب الشافعي.